# 앨릭 워커
엘릭 워커(Alick Walker, 1925년 10월 26일 ~ 1999년 12월 4일)는 영국의 고생물학자이다. 알왈케리아속(Alwalkeria) 공룡의 속명이 그의 이름을 딴 것으로 유명하다.